# Ljudska vas Jangdong
Narodna vas Yangdong (korejsko 경주양동민속마을) je tradicionalna korejska ljudska vas jangban (višjega razreda), ki izvira iz obdobja Čoson. Vas je v Gangdong-mjonu, 16 kilometrov severovzhodno od Gjongdžuja v Južni Koreji, ob reki Hjongsan. Gora Solčang stoji severno od vasi. Južnokorejska vlada je vas označila za pomembno folklorno gradivo št. 189.
Velikost, stopnja ohranjenosti, številne kulturne dobrine, tradicionalnost in čudovito naravno okolje prispevajo k pomenu vasi Jangdong. Je tudi odličen primer življenjskega sloga jangban (korejske aristokracije) in neokonfucijanskih tradicij.
Unesco je vas leta 2010 skupaj z ljudsko vasjo Hahe uvrstil na seznam svetovne dediščine.

## Pregled
Vas je ustanovil Son So (孫昭 1433–1484). Gospodinjstvo klana Volsong Son je bilo postavljeno na ugodno lokacijo po korejskih teorijah pungsu (geomantije). Son So in njegova žena, hči Ju Bok Ha, sta imela hčerko, ki se je poročila z Ji Bonom iz družine Jogang Ji. Iz te poroke se je rodil eden od osemnajstih modrecev Koreje, Ji Undžok. Vas Jangdong obstaja od svojega ugodnega začetka v 15. stoletju.
Čeprav je del vasi danes nenaseljen, ima vas skupno več kot 160 hiš s strešniki in slamnato streho, zgrajenih po gostem gozdu. Ohranjenih je tudi štiriinpetdeset zgodovinskih hiš, starih več kot 200 let. Vas ohranja ljudske običaje in tradicionalne stavbe tradicionalne arhitekture dinastije Čoson. Sobekodang je glavni dom družine Volsong Son. Mučomdang je glavni dom družine Jogang Ji. Hjangdan je narodni zaklad št. 412. Pomembne stavbe vasi so tudi paviljoni Ihajangdžon in Simsudžong ter vaška šola Ganghakdang, prav tako pa tudi Gvangadžong in Sonsojongdžong. V vasi je tudi Tongamsokpjon, knjiga, natisnjena na premičnih kovinskih črkah, narodni zaklad št. 283.
Pomembni ljudski predmeti v vasi so:
- Seobaekdang (št. 23)
- Nakseondang
- Sahodang
- Sangchunheon
- Gvorec Geunam
- Gvorec Dugok
- Sujoldang
- Ihyangjeong
- Suunjeong
- Simsujeong
- Allakjeong

Ganghakdang 
Drugi kulturni predmeti so:
- Jeokgae Gongsin Nonsang Rokgwan (snovni kulturni spomenik št. 13)
- Sonsova oporoka (snovni kulturni spomenik št. 14)
- Bor v Yangdongu
- Daeseongheon
- Son Jong-ro Jeongchungbigak (snovni kulturni spomenik št. 261)
- Gyeongsan Seodang (Gradivo ljudske kulturne dediščine)
- Dugok Yeongdang (Gradivo ljudske kulturne dediščine).

Vas sledi topografiji gora in dolin ter je oblikovana kot ugoden znak Handža. Ta razporeditev je bila skrbno ohranjena. Hiše klanov Volsong Son in Jogang Ji, pa tudi domovi njihovih potomcev, so na višje ležečih območjih gora in dolin. Hiše nižjega razreda, za katere so značilne slamnate strehe, so bile zgrajene na nižjih tleh. Organizacija vasi poudarja hudo socialno stratifikacijo, značilno za družbo dinastije Čoson. Princ Charles je Jangdong obiskal leta 1993.

## Galerija
- Hiša Gvangadžong
- Hiša Hjangdan
- Hiša Sobekdang
- Notranjost hiše